# Bodendenkmal Hoverhof

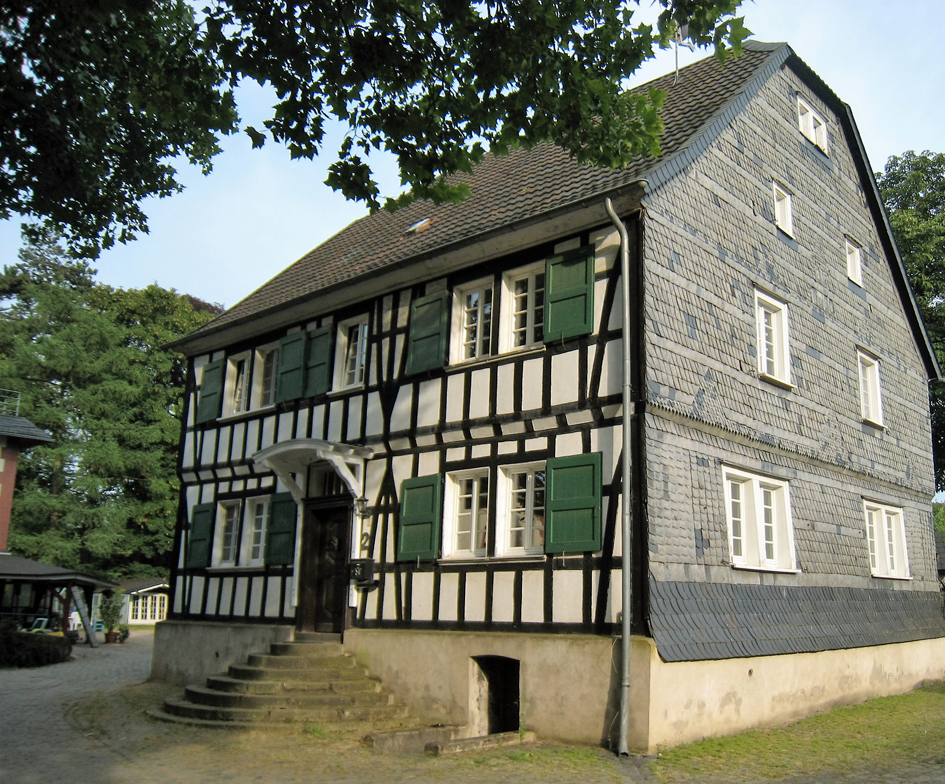
Das Herrenhaus des Hoverhofs 2016

Das Bodendenkmal Hoverhof ist Bestandteil des Ortsteils Hoverhof im Stadtteil Schildgen von Bergisch Gladbach.

## Beschreibung
Historisch und kulturlandschaftlich handelt es sich beim Hoverhof und seiner Umgebung um einen der bedeutendsten Siedlungsbereiche an der mittleren Dhünn. Die Spuren lassen sich bis in das 13. Jahrhundert zurückverfolgen.

### Gebäude
Der heutige Hoverhof besteht aus einem Verbund von historischen Wohn- und Wirtschaftsgebäuden mit modernen Stallungen. Auf der südlichen Seite der Altenberger-Dom-Straße stehen zudem das alte Mühlengebäude der Scharrenberger Mühle, die auch als Hover Mühle bekannt ist, und das angrenzende Wohnhaus des Müllers. 

### Gewässer und Gräben
Von den ehemaligen Wassergräben, die zum Betreiben der Mühle notwendig waren, sind nur noch Teilbereiche erhalten. Eine wasserführende Senke ist auf einer 100 m langen Strecke zu erkennen. Mehrere Grabenbreiche sind verschüttet oder als Wirtschaftsweg verbaut.

## Archäologie und Befunderwartung
In den letzten Jahrhunderten haben im Bereich des Hoverhofs und der südöstlich gelegenen Mühle bauliche Veränderungen stattgefunden, die sich im Boden mit an Sicherheit grenzender Wahrscheinlichkeit als Bodenverfärbungen, Mauerreste und andere Funde und Befunde erhalten haben. Aufgrund wissenschaftlicher Erfahrungen kann davon ausgegangen werden, dass Spuren der damit verbundenen Aktivitäten und Überreste der früheren Bebauung als Bodenarchiv im Untergrund erhalten sind.

## Bodendenkmal
Der Hoverhof gehört aus bodendenkmalpflegerischer Sicht zu den bedeutendsten mittelalterlichen Höfen im Dhünntal. Er verdankt seine Entwicklung seit dem Hochmittelalter dem Kloster Altenberg. Das führte zu einer überregionalen Bedeutung, der durch das Projekt Klosterlandschaft Altenberg für die Regionale 2010 Rechnung getragen wurde. Der Hoverhof, die dazu gehörenden Wassermühlen und die im Untergrund erhaltenen archäologischen Relikte/Zeugnisse sind bedeutend für die Wirtschafts- und Siedlungsgeschichte des Bergischen Landes. Sie erstrecken sich über die Gemeinde Odenthal sowie die Städte Bergisch Gladbach und Leverkusen und erfüllen die Voraussetzungen zum Eintrag als ortsfestes Bodendenkmal in die Liste der geschützten Denkmäler. An der Unterschutzstellung besteht ein öffentliches Interesse.
Zum Schutzbereich gehören:
- Das Stauwehr an der Dhünn, der Obergraben und der Teich in der Gemeinde Odenthal,
- der Hof, die Mühlen, der Obergraben am Schwarzbroicher Bach und der ehemalige Untergraben mit dem wüst gefallenen Mühlenstandort Neumühle in der Stadt Bergisch Gladbach,
- der verbliebene Untergraben bis zum Eintritt in die Dhünn in der Stadt Leverkusen.[1]

Das Bodendenkmal ist eingetragen in die Liste der Bodendenkmäler in Bergisch Gladbach unter Nr. 21, in die Liste der Odenthaler Bodendenkmäler unter der Nr. 11 sowie in die Bodendenkmalliste der Stadt Leverkusen unter der Nr. 15.